# Lex Hives
Lex Hives è il quinto album discografico in studio del gruppo musicale svedese The Hives, pubblicato nel 2012.

## Tracce
1. Come On! – 1:09
2. Go Right Ahead – 3:06
3. 1000 Answers – 2:07
4. I Want More – 2:52
5. Wait a Minute – 3:02
6. Patrolling Days – 4:01
7. Take Back the Toys – 2:54
8. Without the Money – 1:54
9. These Spectacles Reveal the Nostalgics – 1:57
10. My Time is Coming – 2:34
11. If I Had a Cent – 2:01
12. Midnight Shifter – 3:37
13. High School Shuffle (traccia bonus) – 3:03
14. Insane (traccia bonus) – 2:47

## Formazione
- Howlin' Pelle Almqvist - voce
- Nicholaus Arson - chitarra
- Vigilante Carlstroem - chitarra
- Dr. Matt Destruction - basso
- Chris Dangerous - batteria

collaboratori
- Gustav Bendt, Per Ruskträsk Johansson, Jonas Kullhammar - sax
- Jeff Lynne - autore